# Ајело дел Фријули
Ајело дел Фријули (итал. Aiello del Friuli) је насеље у Италији у округу Удине, региону Фурланија-Јулијска крајина.
Према процени из 2011. у насељу је живело 2199 становника. Насеље се налази на надморској висини од 16 м.

## Становништво
Према резултатима пописа становништва 2011. у општини је живело 2.272 становника.
| 1931. | 1936. | 1951. | 1961. | 1971. | 1981. | 1991. | 2001. | 2011. |
| ----- | ----- | ----- | ----- | ----- | ----- | ----- | ----- | ----- |
| 2.195 | 2.184 | 2.460 | 2.324 | 2.283 | 2.228 | 2.220 | 2.180 | 2.272 |